# NGC 4620
NGC 4620 (również PGC 42619 lub UGC 7859) – galaktyka soczewkowata (S0), znajdująca się w gwiazdozbiorze Panny. Odkrył ją John Herschel 29 marca 1830 roku. Należy do Gromady w Pannie.